# Gino Mäder

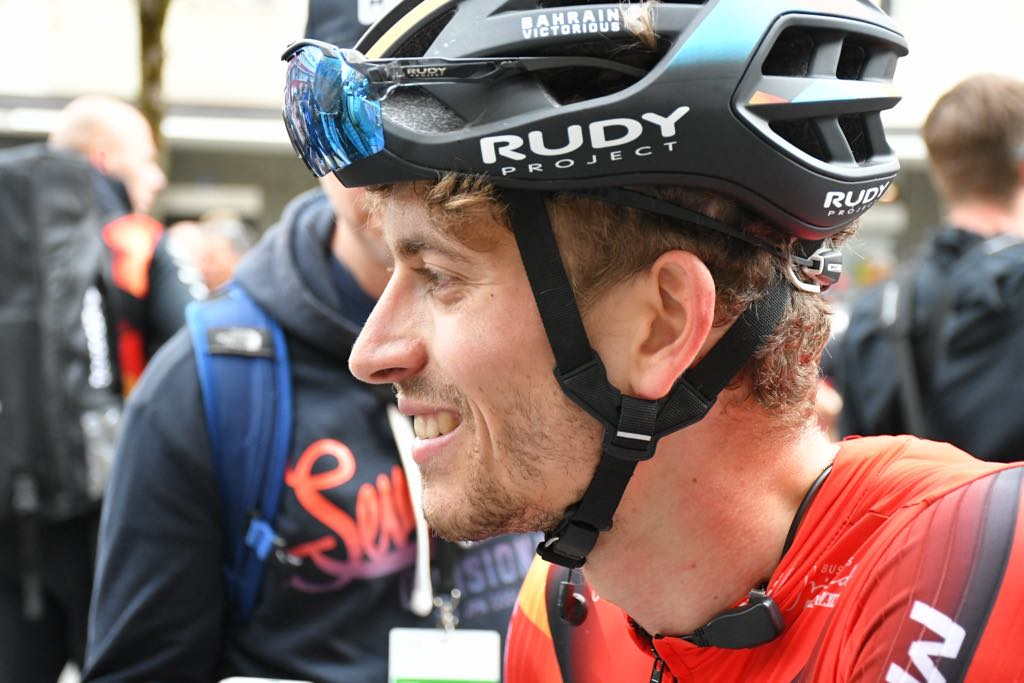
Gino Mäder (2023)

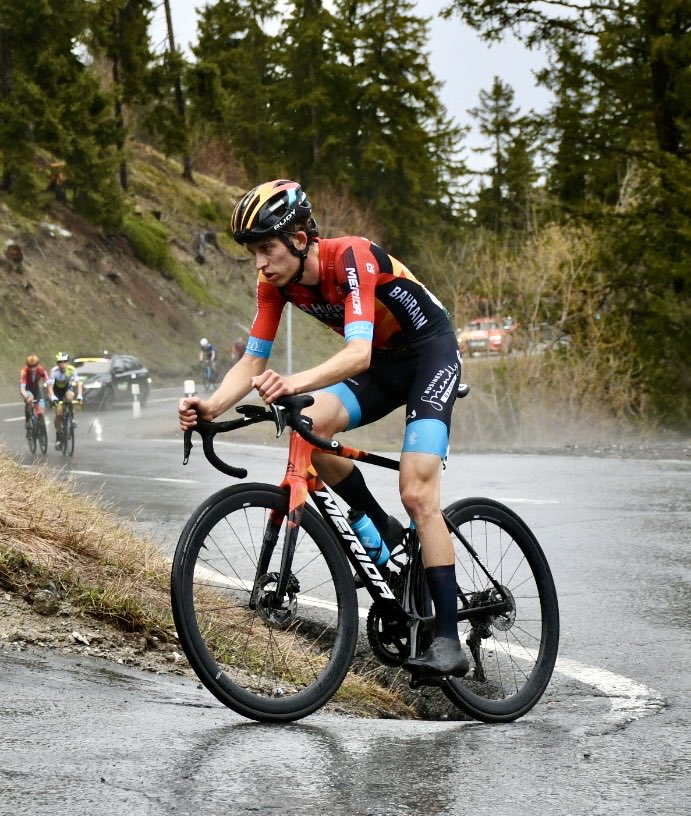
Mäder während der Tour de Romandie 2023

Gino Mäder (* 4. Januar 1997 in Flawil; † 16. Juni 2023 in Chur) war ein Schweizer Radsportler. Er starb an den Verletzungen infolge eines Sturzes während der Tour de Suisse 2023.

## Leben und Karriere
Seine ersten sportlichen Erfolge hatte Gino Mäder im Cyclocross. 2014 startete er bei den Strassen-Europameisterschaften der Junioren im Strassenrennen und belegte Rang vier; bei den Strassen-Weltmeisterschaften wurde er Elfter im Strassenrennen und 19. im Einzelzeitfahren. Im selben Jahr errang er bei den Junioren-Europameisterschaften auf der Bahn Silber im Omnium. Im Jahr darauf wurde er gemeinsam mit Robin Froidevaux, Stefan Bissegger und Reto Müller Vize-Weltmeister der Junioren in der Mannschaftsverfolgung. Dabei stellte der Schweizer Vierer mit 4:08,523 Minuten einen neuen Schweizer Rekord auf. Auf nationaler Ebene wurde er jeweils Schweizer Junioren-Meister im Einzelzeitfahren auf der Strasse sowie im Omnium auf der Bahn. Zudem wurde er bei den Junioren-Strassenweltmeisterschaften Fünfter im Zeitfahren sowie 17. im Strassenrennen.
2018 gewann Mäder die U23-Ausgabe der Ronde de l’Isard, jeweils eine Etappe der Tour Alsace und der Tour of Hainan sowie zwei Etappen der Tour de l’Avenir. Er wurde Schweizer U23-Meister und belegte bei der Strassen-WM Platz vier, jeweils im Strassenrennen.
In den Jahren 2019 und 2020 fuhr Gino Mäder für das Team Dimension Data. Im März des Jahres startete er bei der Katalonien-Rundfahrt und brach sich auf der zweiten Etappe bei einem Sturz das Handgelenk, sodass er sechs Wochen pausieren musste. Er bestritt die Vuelta a España 2020 und beendete seine erste Grand Tour als 20. der Gesamtwertung. Dabei gelang ihm auf der bergigen 17. Etappe ein zweiter Etappenrang, 28 Sekunden hinter dem Sieger David Gaudu.
Zur Saison 2021 wechselte Mäder zu Bahrain Victorious. Er verpasste auf der „Königsetappe“ von Paris–Nizza knapp seinen ersten Sieg in der UCI WorldTour, nachdem er als letzter Verbliebener einer 13-köpfigen Ausreissergruppe erst 20 Meter vor dem Ziel von Primož Roglič überholt worden war. Beim Giro d’Italia 2021 gewann er als Ausreisser die Bergankunft der 6. Etappe. Bei der Tour de Suisse 2021 entschied er ebenfalls die Königsetappe für sich. 2022 wurde er bei der Tour de Romandie Zweiter der Gesamtwertung.
Während der 5. Etappe der Tour de Suisse 2023 stürzte er am 15. Juni kurz vor dem Ziel in der Abfahrt des Albulapasses in eine Schlucht, verletzte sich schwer und musste anschliessend reanimiert werden. Mäder wurde mit einem Hubschrauber ins Kantonsspital Graubünden in Chur gebracht. Am Tag nach dem Sturz erlag der 26-Jährige seinen schweren Verletzungen. Am 24. Juni gedachten rund 800 Freunde und Fans Mäders mit einer Gedächtnisfahrt von Wetzikon zur Offenen Rennbahn Oerlikon in Zürich. Dort fand eine Trauerfeier für ihn statt. Sein Grab befindet sich auf dem Friedhof Eichbühl. Zwei Jahre nach dem Unfall wurde am Albulapass eine Gedenkstätte für Gino Mäder eingeweiht.

## Umweltengagement
Gino Mäder setzte sich aktiv für den Umweltschutz ein. So spendete er nach der Vuelta a España 2021 4529 Euro an die gemeinnützige Organisation Justdiggit, die sich für die Bekämpfung des Klimawandels durch die Ökologisierung Afrikas einsetzt. Nach Mäders Tod erhielt die Organisation 700 Spenden in seinem Namen. Justdiggit gab bekannt, dass sie ein Gebiet im Gedenken an Gino Mäder neu begrünen werde.

## Erfolge

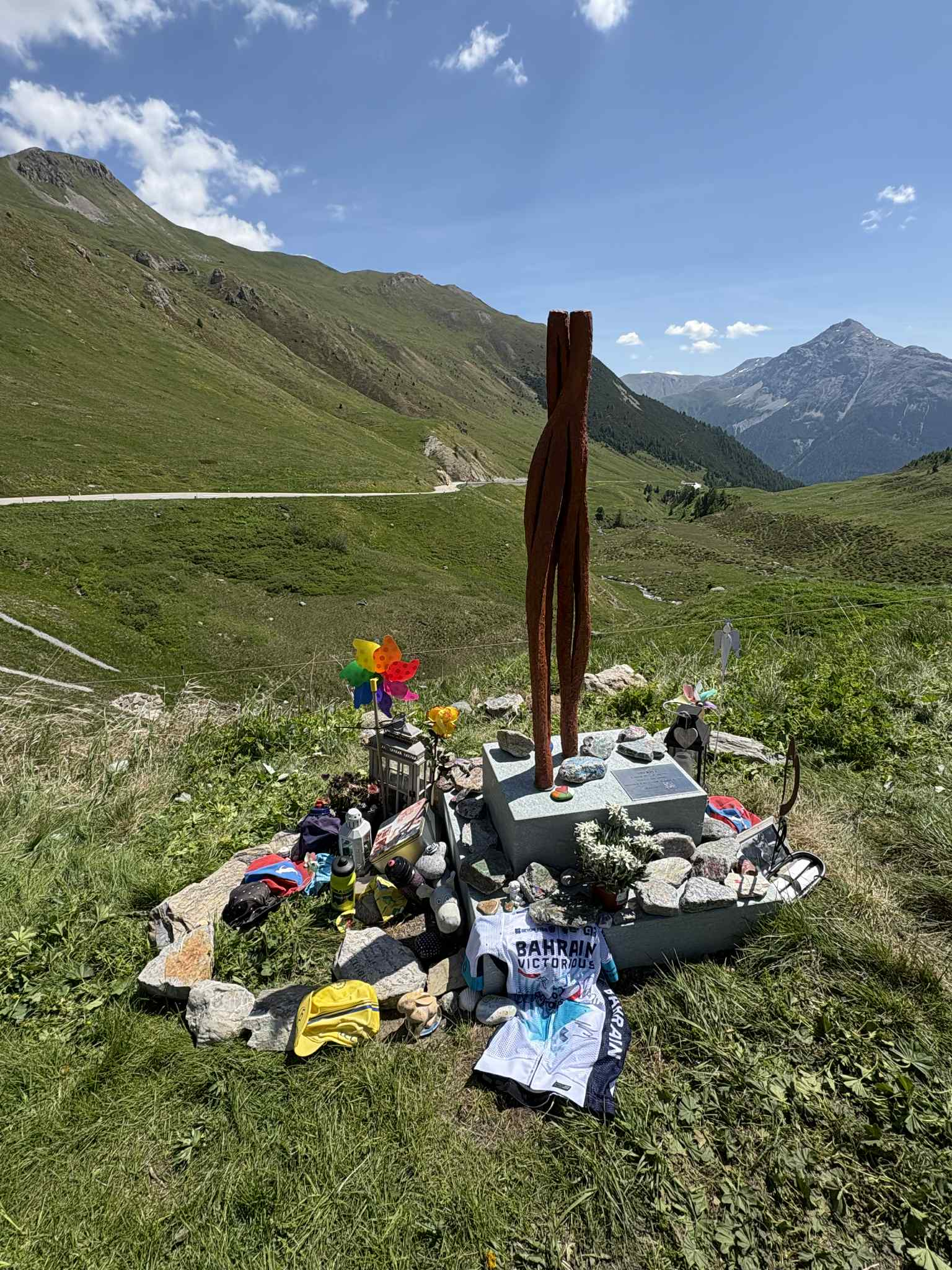
Gedenkstätte für Gino Mäder am Unfallort am Albulapass (2025)

### Strasse
2015
- Prolog und eine Etappe Tour du Pays de Vaud
- Schweizer Junioren-Meister – Einzelzeitfahren

2018
- Ronde de l’Isard (U23)
- eine Etappe und Punktewertung Tour Alsace
- zwei Etappen Tour de l’Avenir
- eine Etappe Tour of Hainan

2021
- eine Etappe Giro d’Italia
- eine Etappe Tour de Suisse
- Nachwuchswertung Vuelta a España

### Bahn
2014
- Junioren-Europameisterschaft – Omnium

2015
- Schweizer Junioren-Meister – Omnium
- Junioren-Weltmeisterschaft – Mannschaftsverfolgung (mit Robin Froidevaux, Stefan Bissegger und Reto Müller)

## Grand Tour-Platzierungen
| Grand Tour            | 2020 | 2021 | 2022 |
| --------------------- | ---- | ---- | ---- |
| Giro d’ItaliaGiro     | –    | DNF  | –    |
| Tour de FranceTour    | –    | –    | –    |
| Vuelta a EspañaVuelta | 20   | 5    | 20   |